# Litavka
La Litavka est une rivière de la Tchéquie de 55 km de longueur et un affluent en rive droite de la Berounka. Elle est donc un sous-affluent de l'Elbe par la Vltava.